# 老虎台乡
老虎台乡，是中华人民共和国新疆维吾尔自治区阿克苏地区拜城县下辖的一个乡镇级行政单位。

## 行政区划
老虎台乡下辖以下地区：
开普台尔哈纳村、科克亚村、美其特村、亚木古鲁克村、科台克吐尔村、托普鲁克村和牧场村。